# Scybalocanthon kastneri
Scybalocanthon kastneri là một loài bọ cánh cứng trong họ Bọ hung (Scarabaeidae).